# Зелений фургон (телесеріал)
"Зелений фургон" (рос. Зелёный фургон) - російський телесеріал Сергій Крутіна, продовження однойменного телефільму 1983 року. Зйомки фільму проходили в 2018, прем'єра відбулася з 3 по 10 січня 2020 на «Першому каналі».
Режисером серіалу виступив Сергій Крутін – син оператора першого фільму Віктора Крутіна. Головну роль (Володі Патрікеєва) знову виконав Дмитро Харатьян. До ролі Катьки-Жар повернулася Катерина Дурова, котра не дожила до прем'єри три тижні.

## Сюжет
Події розгортаються в Одесі 1946 року, через 20 років після подій, описаних в однойменному фільмі. Володимир Патрікеєв, який опинився за доносом у в'язниці в 1939 році, а потім пройшов війну в розвідроті від Сталінграда до Берліна, повертається в рідну Одесу. Після масового отруєння неякісним алкоголем начальник Одеського карного розшуку запрошує старого детектива допомогти молодому сержанту Жені Красавіну розслідувати цю справу.

## Знімальна група
- Режисер-постановник - Сергій Крутіна
- Продюсери - Сергій Сендик, Тимур Абдуллаєв
- Сценаристи - Олександр Морєв, Олег Мороз
- Оператор - Ільшат Шугаєв
- Композитор - Максим Дунаєвський
- Автор тексту пісні - Вадим Жук

## В ролях
- Дмитро Харатьян - майор карного розшуку Володимир Олексійович Патрікеєв
- Семен Трескунов - Євген Красавін, син Красавчика
- Валерій Кухарешин – Соломон Самуїлович, «Дід», експерт-криміналіст
- Наталія Кійко – міліціонер Варвара Воробйова, наречена Красавіна
- Наталія Вдовіна - Людмила, колишня дружина Патрікеєва, мати Євгена
- Катерина Олькіна - Еммануель, злодійка
- Олександр Наумов - підполковник МДБ Зінов'єв (однокласник Патрікеєва, син Червеня)
- Ярослав Жалнін - капітан МДБ Михальчук
- Катерина Дурова - Катерина Верцинська, "Катька-Жар", однокласниця Патрікеєва, дружина Красавчика
- Артур Сопельник - Красень-молодший, син конокрада Красавіна і Катьки-Жар
- Олександр Рапопорт - Густав Бауер
- В'ячеслав Манучаров - Віктор Бауер
- Олександр Давидов - Корчинський, директор металобази
- Олексій Дмитрієв - Краб, бандит з металобази
- Олександр Коршунов - полковник Чернишенко
- Юрій Маслак - майор Гончаренко
- Анатолій Кот - капітан Петров
- Олег Масленников-Войтов - Гриша Арнаутський
- Денис Карасьов - Петро Михайлович, «Хрест», бандит-моторист з баркасу
- Артур Ваха - Степан Бородін, "Боцман", колишній бандит "Філін"
- Світлана Казарцева – тітка Роза
- Віталія Корнієнка - Маша
- Сергій Чонишвілі - оповідач (голос за кадром)

## Пісні
- «Одеська пісня» (виконує Дмитро Харатьян)